# قائمة فراشات المغرب

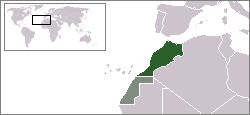
موقع المملكة المغربية (باللون الأخضر الغامق) والجمهورية العربية الصحراوية الديمقراطية (باللون الأخضر الفاتح)

فيما يلي قائمة مختصرة لفراشات المملكة المغربية لا تشمل الرتب والأنواع الفرعية، وتشمل المناطق الخاضعة للسيطرة الإسبانية في سبتة ومليلية وبلازاس دي سوبيرانيا، بالإضافة إلى الأراضي المتنازع عليها ما بين المملكة المغربية والجمهورية العربية الصحراوية الديمقراطية.

## حوريات فراشية
- الفراشة النطاطة الشهباء الكبيرة، بيرغوس الحويصلات الهوائية (هوبنر، 1803)
- الفراشة النطاطة الشهباء الوردية، بيرجوس اونوبوردى رامبور 1839.
- الفرانشة النطاطة التحتجناحية الحمراء، سبياليا سيرتوريوس، هوفمانسيج 1804.
- فراشة الصحراء النطاطة الشهباء، سبياليا دوريس، (ووكر 1870)

## فراشيات
- الفراشة القوسية الإسبانية، زيرنثيا رومينا (لينايوس، 1758)
- خطافيات العالم القديم، فراشة المذناب المقون (لينايوس، 1758)